# أكسيد النيوبيوم الثنائي
أكسيد النيوبيوم الثنائي (أو أحادي أكسيد النيوبيوم) هو مركب كيميائي لاعضوي صيغته NbO، ويوجد على هيئة صلب رمادي.

## التحضير
يحضر هذا المركب من من اختزال أكسيد النيوبيوم الخماسي إما بالهيدروجين أو باستخدام عنصر النيوبيوم وفق تفاعل تناسب مشترك:
{\displaystyle {\ce {Nb2O5 + 3 Nb -> 5 NbO}}}

## الخواص
يوجد المركب في الشروط القياسية على هيئة صلب رمادي اللون، وله بنية بلورية مكعبة غير نمطية. ينحل هذا المركب بشكل جزئي في حمض الهيدروكلوريك.
للمركب خواص موصلية فائقة عند درجة حرارة انتقالية عند 1.38 كلفن.

## الاستخدامات
يستخدم هذا المركب في المكثفات بوجود طبقة من أكسيد النيوبيوم الخماسي على السطح على شكل عازل.